# Lukjan Alexejewitsch Wereschtschagin
Lukjan Alexejewitsch Wereschtschagin (russisch Лукьян Алексеевич Верещагин; * 1672 im Dorf Preobraschenskoje an der Jausa (1864 nach Moskau eingemeindet); † 1713) war ein russischer Schiffbauer.

## Leben
Wereschtschagins Vater diente als Pferdeknecht am Zarenhof. 1676 wurde Wereschtschagin zusammen mit den Kindern anderer Pferdeknechte in Peters I. Spielzeugregiment aufgenommen, das auf Befehl Zar Alexeis I. zur Belustigung seines Sohnes Peter I. gebildet worden war. Als 1688 Peter I. sich für eine Spielzeugflottille auf dem Pleschtschejewo-See begeisterte, begann er mit Wereschtschagin und anderen Mitgliedern seines Spielzeugregiments Schiffe zu bauen, wobei Peters I. Ausbilder und Freund Franz Timmerman ihr Lehrmeister war. Aus Peters I. Spielzeugregiment entstanden 1691 das Preobraschenski Leib-Garderegiment und das Semjonowski-Leibgarderegiment, so dass nun Wereschtschagin Bombardier im Preobraschenski-Regiment war.
Im Februar 1694 wurde der Schiffszimmermann des Preobraschenski-Regiments Wereschtschagin nach Woronesch am Don geschickt, um zunächst das Quartier für Peter I. vorzubereiten. Dann arbeitete er zusammen mit Peter I. beim Bau der Schiffe für die Asow-Flotte mit. Während der Asowfeldzüge 1695 und 1696 war er Matrose auf der von Peter I. kommandierten Galeere Principium.

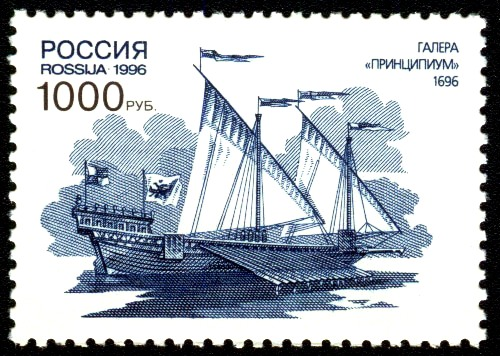
Principium

In der Großen Gesandtschaft Peters I. gehörte Wereschtschagin zu der ersten Zehnergruppe der Volontäre und erlernte 1697 zusammen mit Peter I., Fedossei Skljajew, Alexander und Gawriil Menschikow, Iwan Golowin, Iwan Kotschet, Filipp Paltschikow, Anissim Moljarow und anderen das Schiffbau-Handwerk auf der Amsterdamer Werft der Niederländischen Ostindien-Kompanie anhand des Baus einer Fregatte in drei Monaten unter der Leitung des Meisters Wybe Gerens. Anfang Januar 1698 kam Wereschtschagin mit der Volontärgruppe, die mit Peter I. zusammen auf der Werft gearbeitet hatte, mit Peter I. nach  England. Als im Juni 1698 in Moskau der Zweite Strelizenaufstand ausbrach, kehrte Peter I. vorzeitig nach Moskau zurück und schickte Wereschtschagin, Skljajew, Faddei Popow und Grigori Ostrowski nach Venedig, um zusammen mit Golowin und anderen Volontären, die schon früher gekommen waren, mit Genehmigung des Senats der Republik Venedig im dortigen Arsenal den venezianischen Galeerenbau zu studieren.

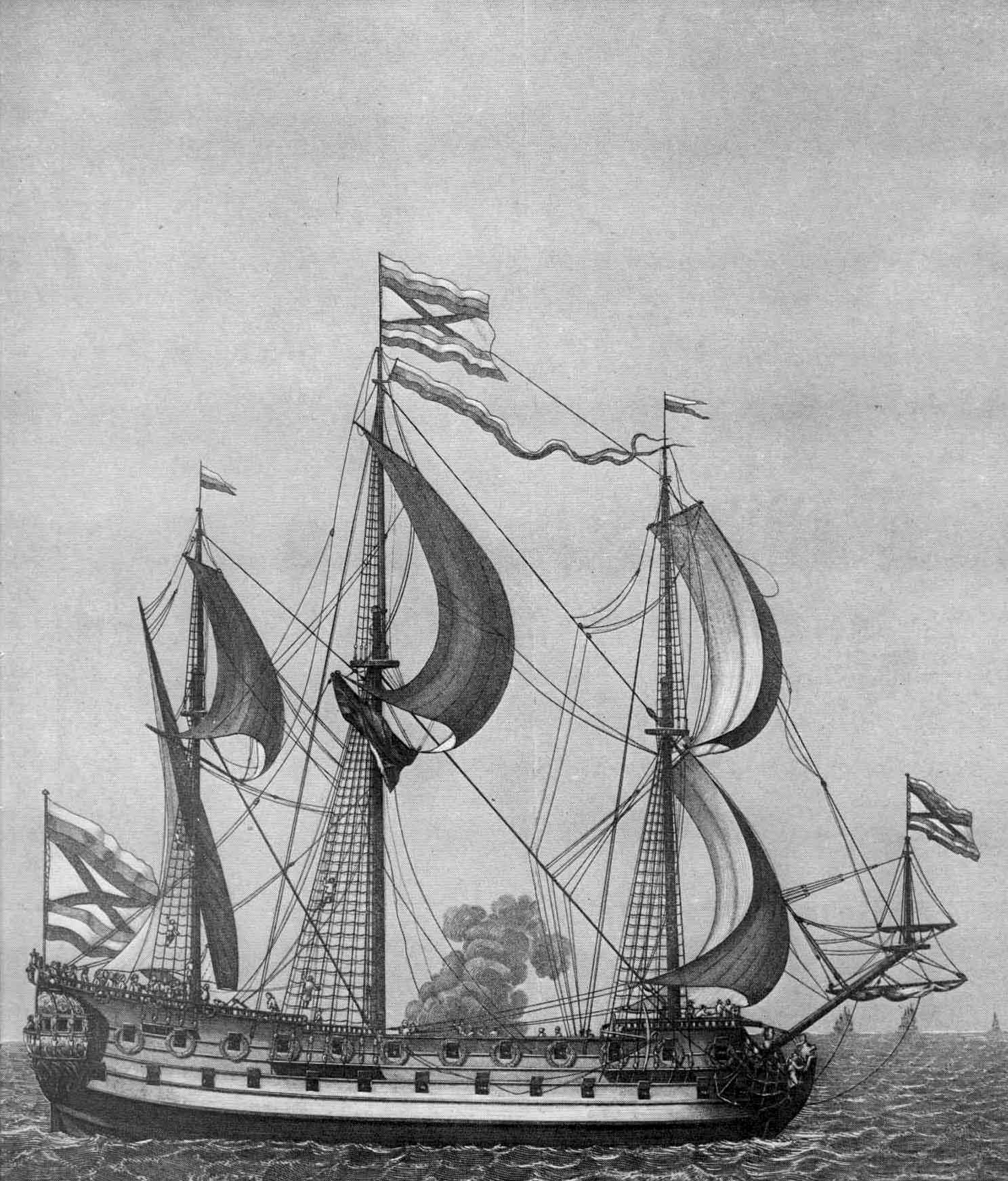
Goto Predestinatsia (Adriaan Schoonebeek, 1713)

Im November 1698 legte Peter I. in Woronesch das 58-Kanonen-Linienschiff Goto Predestinatsia auf Kiel, das nur mit russischen Handwerkern gebaut werden sollte. Dazu befahl Peter I. Wereschtschagin und Skljajew den schnellen Abschluss ihres Studiums in Venedig und die sofortige Rückkehr nach Woronesch. Auf der Rückreise gerieten Wereschtschagin und Skljajew in Moskau betrunken in eine Schlägerei mit Soldaten des Preobraschenski-Regiments, bei der zwei Männer getötet wurden. Darauf ließ Fürst Fjodor Romodanowski die festgenommenen Wereschtschagin und Skljajew auspeitschen, und Peter I. veranlasste ihre baldige Freilassung. Im Dezember 1698 trafen Wereschtschagin und Skljajew in Woronesch ein und wurden von Peter I. zu seinem 2. und 1. Assistenten ernannt. Als Peter I. nach Moskau zurückkehrte, leiteten sie den Bau des Linienschiffs. Im April 1700 lief die  Goto Predestinatsia in Anwesenheit Peters I. von Stapel. Wereschtschagin beteiligte sich dann am Bau weiterer Schiffe. Auch war er zeitweise als Equipage-Meister für die Beschaffung von Material und Vorräten für die Schiffe verantwortlich und überwachte den Bau der Schiffe der ausländischen Schiffbau-Meister.
Im Januar 1702 wurde Wereschtschagin auf die Solombala-Werft auf der Insel Solombala in Archangelsk geschickt, um zusammen mit Iwan Nemzow, Gawriil Menschikow und anderen Bombardieren des Preobraschenski-Regiments zwei kleine 12-Kanonen-Fregatten zu bauen, die im Mai 1702 im Beisein Peters I. von Stapel liefen.
Auf den Ladoga-Werften (Olonezer Werft in Lodeinoje Pole und Sjaskaja-Werft an der Mündung des Sjas in den Ladogasee) begann der Bau der Schiffe für die Baltische Flotte. Für die Beschaffung des benötigten Holzes wurde Wereschtschagin zum Leiter des gesamten Holzbeschaffungswesens mit dem Titel Forst-Meister ernannt. Er kannte die Maße der Schiffsmasten und der anderen Bauteile aller Schiffe und fand in den Wäldern am Wolchow, an der Luga und an anderen Flüssen die für den Schiffbau geeigneten wertvollen Eichen und Kiefern. In Schlüsselburg organisierte er die Lagerplätze für Holz, auf denen das Eichenholz unter Schutzdächern trocknete. Ab 1710 beschaffte er das Holz für die auf der St. Petersburger Admiralitätswerft gebauten Linienschiffe der Baltischen Flotte.
Wereschtschagin war seit seiner Jugend alkoholabhängig, was zu seinem frühen Tod 1713 führte.